# キミとのキセキ
「キミとのキセキ」は、Kis-My-Ft2の8作目のシングル曲。2013年8月14日にavex traxから発売された。

## 概要
CDシングルは、初回生産限定盤A、初回生産限定盤B、通常盤、キスマイSHOP限定盤の4形態で発売。通常盤（初回プレス仕様）には「ミニ写真集」全3種のうち1種がランダム封入された。
また、初回生産限定盤A、初回生産限定盤B、初回プレス仕様の通常盤のそれぞれに封入されている応募券A、B、Cに記載のシリアルナンバーを3つ全て集めて応募すると、全員にキスマイ・スペシャル・グッズがプレゼントされた。

## チャート成績
発売初週に約26.1万枚を売り上げ、2013年8月26日付オリコン週間シングルランキングで首位を獲得。シングルの首位獲得はデビュー曲「Everybody Go」から8作連続で、光GENJIに並ぶ歴代5位タイ記録となった。
売上枚数が約30.9万枚に達して、2013年度のオリコン年間シングルランキングで19位を獲得した。

## 収録曲

### CD
1. キミとのキセキ［4:44］
作詞・作曲：市川喜康、マシコタツロウ、ha-j、編曲：CHOKKAKU
  - 玉森裕太主演 TBS系木曜ドラマ9『ぴんとこな』主題歌
2. タナゴコロ ［3:59］
作詞・作曲：江畑兵衛、編曲：CMJK
3. Diamond Honey［3:34］
作詞：zopp、作曲：Steven Lee、Goldfingerz、ドリュー、ライアン、スコット、編曲：Steven Lee，Goldfingerz
  - Kis-My-Ft2出演 DHC「薬用アクネコントロールシリーズ」CMソング
  - フジテレビ系『もしもツアーズ』テーマソング

通常盤のみ収録。

### DVD

#### 初回生産限定盤A
1. キミとのキセキ ＜MUSIC VIDEO＞
2. キミとのキセキ ＜MUSIC VIDEO Making Movie＞

#### 初回生産限定盤B
1. タナゴコロ ＜MUSIC VIDEO＞
2. タナゴコロ ＜MUSIC VIDEO Making Movie＞

## 収録作品
| 楽曲タイトル   | 収録                 | 収録                                              |
| -------------- | -------------------- | ------------------------------------------------- |
| キミとのキセキ | CDシングル           | 『キミとのキセキ』                                |
| キミとのキセキ | ミュージック・ビデオ | 『キミとのキセキ』〈初回生産限定盤A〉             |
| キミとのキセキ | ライブ映像           | 『SNOW DOMEの約束 IN TOKYO DOME 2013.11.16』      |
| キミとのキセキ | CDアルバム           | 『HIT! HIT! HIT!』                                |
| キミとのキセキ | ミュージック・ビデオ | 『HIT! HIT! HIT!』〈初回生産限定盤〉・〈通常盤A〉 |
| キミとのキセキ | ライブ映像           | 『HIT! HIT! HIT!』〈初回生産限定盤〉              |
| キミとのキセキ | ライブ映像           | 『2014Concert Tour『Kis-My-Journey』』            |
| キミとのキセキ | ライブ音源           | 『KIS-MY-WORLD』〈初回生産限定盤A〉               |
| キミとのキセキ | CDアルバム           | 『KIS-MY-WORLD』〈初回生産限定盤B〉               |
| キミとのキセキ | ライブ映像           | 『2015 CONCERT TOUR 『KIS-MY-WORLD』』            |
| キミとのキセキ | CDアルバム           | 『I SCREAM』〈通常盤〉                            |
| キミとのキセキ | ライブ映像           | 『CONCERT TOUR 2016 I SCREAM』                    |
| キミとのキセキ | ライブ映像           | 『LIVE TOUR 2017 MUSIC COLOSSEUM』                |
| キミとのキセキ | CDアルバム           | 『BEST of Kis-My-Ft2』                            |
| キミとのキセキ | ミュージック・ビデオ | 『BEST of Kis-My-Ft2』〈初回盤A〉                 |
| キミとのキセキ | ライブ映像           | 『LIVE TOUR 2021 HOME』                           |
| キミとのキセキ | ライブ映像           | 『Kis-My-Ftに逢えるde Show 2022 in DOME』         |
| タナゴコロ     | CDシングル           | 『キミとのキセキ』                                |
| タナゴコロ     | ミュージック・ビデオ | 『キミとのキセキ』〈初回生産限定盤B〉             |
| タナゴコロ     | CDアルバム           | 『KIS-MY-WORLD』〈初回生産限定盤B〉               |
| タナゴコロ     | ライブ映像           | 『LIVE TOUR 2019 FREE HUGS!』〈Blu-ray盤〉        |
| タナゴコロ     | CDアルバム           | 『BEST of Kis-My-Ft2』〈初回盤A〉                 |
| タナゴコロ     | ミュージック・ビデオ | 『BEST of Kis-My-Ft2』〈初回盤A〉                 |
| タナゴコロ     | ライブ映像           | 『LIVE TOUR 2021 HOME』〈Blu-ray盤〉              |
| Diamond Honey  | CDシングル           | 『キミとのキセキ』〈通常盤〉                      |